# ホームメイド -Homemaid-
『ホームメイド -Homemaid-』は、CIRCUS FETISHのアダルトゲームである。2004年10月8日に初回限定版が、10月29日に通常版が発売された。また、プリンセスソフトからCEROレーティング12歳以上対象のプレイステーション2版『ホームメイド〜終の館〜』が2005年6月2日に発売された。
2008年8月29日には、『D.C.II 〜ダ・カーポII〜』のスタッフが追加エピソード、追加ヒロインを加えリファインした、『ホームメイド スイーツ』が発売された。この作品には前作となる『終の館』全5章も再編集して収録されている。

## 概要
この作品は、戦争の影響でイギリス領となった「英国領彩玉」を舞台にメイドと主人の禁断の愛をテーマとした恋愛アドベンチャーゲームである。また、同社から発売された終の館シリーズ1〜5巻の続編となっており、各作品のヒロインが転生という形で再登場している。

## ストーリー
（出典：）
日本国内のイギリス領土である彩玉。林海市は彩玉の中心にある都市である。この市にはサーヴァント科とジェントリー科という科目を教える林海学園がある。
主人公・速水芹人は、林海学園に通う1年生である。芹人は祖父が理事長を務めるこの学園で、一流の紳士となるため学んでいく。

## 登場キャラクター

### メインキャラクター
速水 芹人（はやみ せりと）
このゲームの主人公。林海学園ジェントリー科2年。速水準男爵家の跡継ぎ。
虹咲 あやめ（にじさき あやめ）
声 - 川村みどり
誕生日:5月20日。星座:おうし座。身長:153cm。3サイズ:B76/W51/H78。
好きなもの:人形,人形の服を作ること 嫌いなもの:料理をすること 特技:勉強
林海学園サーバント科1年。桜美のクラスメイト。物静かな少女。
速水 桜美（はやみ ゆうみ）
声 - 草柳順子
誕生日：4月3日。身長:150cm 体重:38kg 3サイズ:B79/W55/H81。
好きなもの:縄跳び,さくらんぼ 嫌いなもの:子供扱いされること,勉強 特技:何もないところで転ぶこと　
主人公の義妹。林海学園サーバント科1年。芹人のメイドとなるのが夢。勉強も運動も苦手で家事もまるで駄目。我儘でドジだが天真爛漫な性格をしており、周囲からは可愛がられている。
久留間 藤（くるま ふじ）
声 - 長崎みなみ(PC)／石毛佐和(PS2)／風音(スイーツ)
誕生日:5月5日。星座:おうし座。身長:158cm。3サイズ:B80/W55/H85。
好きなもの:家族,餡子,テレビ鑑賞 嫌いなもの:ドラマ鑑賞中のニュース鑑賞 特技:餡子を使った創作料理
林海学園サーバント科2年。団子屋の娘であり、幼いころから家のお使いで速水家によく出入りする。主人公とは幼馴染。かなりのマイペースだが、時としてかなり強引である。餡子が好き。実家で家事を担っているためメイドとしての実務能力はそれなりだが、学力は非常に低い。
鈴原桂花（すずはら けいか）
声 - 今岡文
誕生日：10月4日。身長:138cm 体重:27kg 3サイズ:B62/W51/H65。
好きなもの:プリン, 嫌いなもの:人参 特技:勉強,フェンシング,乗馬
林海学園ジェントリー科2年。かつての名家、鈴原家の一人娘。成績優秀で運動神経もそれなり以上だが、芸術科目は壊滅的。ある事情により鈴原桂と名乗り、男としてジェントリー科に通う。
岡（クララ）直海（おか くらら なおみ）
声 - ありす
誕生日：6月5日。3サイズ:B86/W57/H84。
好きなもの:洋ナシのタルト, 嫌いなもの:生魚 特技:お菓子作り
林海学園サーバント科3年。南方系とのハーフ。イギリス籍。料理や菓子作りが得意。才色兼備で性格も良い学園のアイドル的存在。
馴実蓮奈（なれみ れな）
声 - 本山美奈
誕生日：6月30日。3サイズ:B95/W61/H88。
好きなもの:縄跳び,サンドイッチ,読書,サッカー観戦 嫌いなもの:アルコール(酒癖が悪い) 特技:料理
少女時代から速水家に仕えるメイドで、林海学園の特別講師。速水家とも関係の深い名家・馴実家の出身。才色兼備と誉れ高い。
三ツ峰楓（みつみね かえで）
声 - 四方田美華
誕生日：5月2日。『ホームメイド スイーツ』での新ヒロイン。ジェントリー科に在籍する主人公のクラスメイト。知々夫出身のお嬢様。

### サブキャラクター
目黒明良（めぐろ あきら）
林海学園ジェントリー科2年。屈託のない性格をした芹人の悪友。東京出身。フットボール部所属。勉強は苦手だが、運動神経抜群(ただし乗馬は苦手)。
函南真人（かんなみ まさと）
林海学園ジェントリー科2年。彩玉でも1.2を争う資産家・函南家の嫡男。何でもそつなくこなす才覚を持つ。芹人を一方的にライバル視している。甘やかされて育った為に、傲慢で鼻持ちならない。
速水毅（はやみ つよし）
芹人と桜美の祖父にして学園の理事。
ミセス・ヨーコ
速水家の家政婦。人望が厚い。白鷺館のメイド頭をしている。
岩崎（いわさき）
速水家の執事兼運転手。速水卿とは古い付き合いらしい。
谷部（たにべ）
速水家のコック。貫禄のある中年女性で芹人を子供扱いする。
久留間啓祐（くるま けいすけ）
藤の弟。小学生。割と生意気。
久留間茉莉（くるま まり）
藤の妹。幼稚園児。おませさん。
岬（みさき）
林海学園サーバント科2年。函南家のメイドになるのが内定している。函南の幼馴染。
虹咲浜路（にじさき はまじ）
東京に住む資産家。あやめの養母でもある。速水卿とは旧知の仲。
マーシャル・ウィロビー
英国領彩玉の総監。速水卿の旧友でもある。
ディビッド・ウィルキンスン
FAプレミアリーグの有名選手。茉莉には頭が上がらない。
マーカス卿
成り上がり者。
長瀞（ながとろ）
『ホームメイド スイーツ』の新キャラ。サーバント科3年。クララのクラスメイト。

## スタッフ

### ホームメイド
- プロデューサー：くま坂らま男
- ディレクター：大洲五郎
- シナリオ：たけうちこうた[1]・我孫子乾・九十九神一・黒瀧糸由・長谷焔・日富美信吾・神代流
- 原画：ちのちもち[1]・亜星マコ・暁紫苑
- 音楽：電気（電気式華憐音楽集団）
- ボーカル曲制作：ランティス

### ホームメイド 〜終の館〜
- 移植シナリオ：牧ひろあき
- 追加原画：吉野恵子

### ホームメイド スイーツ
- 新規シナリオ：たけうちこうた・雨野智晴
- 新規原画：たにはらなつき・ちのちもち・立羽

## 主題歌

### ホームメイド
- オープニングテーマ『Cheer Up!』
  - 作詞：Duca、作曲・編曲：黒須克彦、歌：橋本みゆき
- エンディングテーマ『愛は静かな夢に降る』
  - 作詞：畑亜貴、作曲：不知火つばさ、編曲：大川茂伸、歌：橋本みゆき
- 挿入歌『追憶、そして予感』
  - 作詞・作曲：橋本みゆき、編曲：景家淳、歌：橋本みゆき

### ホームメイド スイーツ
- オープニングテーマ『Sweet Love Flag』
  - 作詞・作曲：Little Non、編曲：松下典由、歌：Little Non
- エンディングテーマ『愛は静かな夢に降る』
  - 作詞：畑亜貴、作曲：不知火つばさ、編曲：大川茂伸、歌：橋本みゆき
- 終の館エンディングテーマ『Fortune's wheel』
  - 作詞：橋本みゆき、作曲：前澤寛之、編曲：鈴木マサキ、歌：橋本みゆき
- 挿入歌『Cheer Up!』
  - 作詞：Duca、作曲・編曲：黒須克彦、歌：橋本みゆき
- 挿入歌『追憶、そして予感』
  - 作詞・作曲：橋本みゆき、編曲：景家淳、歌：橋本みゆき

## CD
- crystal2 〜サーカス ヴォーカルコレクション〜 Vol.2

「ホームメイド」の主題歌3曲収録。LACA-5347（ランティス）
- ホームメイド -Homemaid- オリジナルサウンドトラック（歌：橋本みゆき）

『Cheer Up!』・『追憶、そして予感』収録。LACA-5366（ランティス）
- Sweet Love Flag／Cheer Up!（歌：Little Non）

「スイーツ」の主題歌および橋本みゆきのカバー曲を収録。Little Nonのイベント会場限定販売CD。LZM-2010（ランティス）
- Double Flower（歌：橋本みゆき）

『Fortune's wheel』収録。LACA-5960（ランティス）

## 関連書籍
小説
- ホームメイド 上巻（パラダイム）[2]

原作：CIRCUS/著：橘卯月
ISBN 4-89490-750-X
- ホームメイド 下巻（パラダイム）[3]

原作：CIRCUS/著：橘卯月
ISBN 4-89490-758-5
ファンブック
- ホームメイド 〜終の館〜設定解説ファンブック（ジャイブ）[4]

ISBN 4-86176-188-3